# Idaspe
Idaspe és una òpera en tres actes composta per Riccardo Broschi sobre un llibret en italià de Domenico Lalli, basat en Gl'amanti generosi (1703), que es basava al seu torn en una història persa del segle v. Dedicada a Carles August Frederic, príncep regent de Waldeck i Pyrmont, s'estrenà al Teatro San Giovanni Grisostomo de Venècia pel carnaval de 1730, el 25 de gener.

## Origen i context
El 1730, Broschi va acompanyar al seu germà Carlo, anomenat Farinelli, a Venècia, on va compondre aquesta òpera per a ell. També van actuar Nicolini i Guzzoni. Dues àries s'interpreten i enregistren regularment en concerts barrocs: Ombra fedele anch'io i Qual Guerriero in campo armato, on el castrato podia fer admirar la gamma i l'agilitat de la seva veu.
En el retrat del personatge, el rei persa Artaxerxes fou un home d'una singular prudència, però amb vicis secrets, que 
va organitzar l'assassinat del seu germà Darius. Ell i Idaspe estaven enamorats de Berenice, que preferia al segon.

## Representacions
Anunciada pel 21, finalment es va representar per primera vegada el 25 de gener de 1730, amb alguns aplaudiments. Va tenir unes quinze representacions fins al 8 de febrer, si excloem els dos dies de tancament per la festa de [Santa Maria Formosa]. Nicola Grimaldi va cantar el paper principal, la resta de papers foren interpretats per Filippo Giorgi (Artaserse), Carlo Broschi dit Farinelli (Dario), Francesca Cuzzoni Sandoni (Berenice), Maria Maddalena Pieri (Mandane), Caterina Giorgi (Arbace), Castoro Antonio Casteri (Ircano).

## Argument
L'escena té lloc a la ciutat de Susa, l'antiga ciutat reial de Pèrsia, que es troba prop del riu Coaspe es perdrà al Tigris.
Idaspe es disfressa de Maure per estar més a prop de la seva estimada Berenice, la qual, amb Mandana, princesa meda captiva, està a mercè del rei persa Artaxerxes. Dario, amic d'Idaspe, decideix salvar la seva estimada Mandane per la guerra i es disfressa de general Meda. Es descobreix tot seguit que és el germà menor del rei Artaxerxes, i tot acaba en pau, amb un doble casament.